# لسیا دیچکو
لسیا دیچکو (اوکراینی: Леся Василівна Дичко؛ زادهٔ ۲۴ اکتبر ۱۹۳۹) آهنگساز، و مربی موسیقی اهل اتحاد جماهیر شوروی سوسیالیستی است.
وی همچنین برندهٔ جوایزی همچون جایزه ملی شوچنکو شده‌است.